# Deal or No Deal (Sverige)
Se Deal or No Deal för det internationella formatet.
Deal or No Deal är ett tv-program som sändes på TV4 mellan 2006 och 2007 med Martin Timell som programledare.
Programmet sändes för första gången den 25 mars 2006 på lördagar, där Lotto med Joker samsände med programmet.
Under 2012, efter fem år utan sändning, tog TV3 upp programmet under titeln Miljonjakten som en del av Svenska Postkodlotteriet som sändes under 2012–2014 med Renée Nyberg som programledare.
Efter svikande tittarsiffror tog TV4 tillbaka programmet, och behöll hela formatet samt gick med titeln Deal or No Deal med Miljonjakten som sändes under slutet av 2014 med programtiden 20:00 på tisdagar. Återigen var Renée Nyberg programledare i den sjunde säsongen. Våren 2025 gör programmet comeback på TV4 med Rickard Sjöberg som programledare.
Programmet gick ut på att en tävlande skulle välja ut en väska bland ett visst antal väskor. I väskorna fanns olika prissummor mellan 50 öre och 5 000 000 kronor (mellan 1 och 10 000 000 kronor i den uppdaterade versionen). Formatet är utvecklat av nederländska Endemol och har sänts i 35 länder.

## Programformat

### Deal or No Deal (2006–2007)
Första delen av programmet gick ut på att välja fram den som skulle tävla. Publiken var indelad i olika sektioner. Alla i publiken fick svara på tre frågor. Den sektion som svarat rätt på flest frågor snabbast gick vidare. Alla i den vinnande sektionen fick svara på tre frågor och den som svarat rätt på flest och snabbast gick vidare. Den personen fick då möta en person som vunnit sin plats på lotto i en duell. De två tävlande fick då svara på tre frågor. Den som tryckte fortast fick svara. Vid rätt svar fick man själv en poäng men svarade man fel eller för långsamt fick motståndaren en poäng. Först till två poäng vann och fick tävla i programmet.
I den andra delen av programmet togs 24 st väskor in, innehållande belopp mellan 5 000 000 kr och 50 öre. Väskorna hölls av kvinnor eller män omväxlande mellan programmen. Den tävlande fick först välja ut en av väskorna men fick inte titta i den. Därefter skulle den tävlande välja sex stycken väskor som öppnades och innehållet avslöjades. Efter det fick den tävlande ett bud av banken för att sälja sin väska. Budet var baserat på de belopp som fanns kvar på spelplanen. Den tävlande fick då välja om bankens bud skulle accepteras eller om man skulle fortsätta spela. För varje ytterligare omgång behövdes färre väskor öppnas enligt schemat 6-5-4-3-2-1-1 och efter varje omgång kom ett nytt bud från banken som kunde accepteras eller nekas. Om den spelande höll på till slutet utan att sälja sin väska vann man innehållet i väskan man valde från början. Till sin hjälp hade de tävlande tre anhöriga som de kunde diskutera med.

### Miljonjakten / Deal or No Deal med Miljonjakten (2012–2014)
I den uppdaterade versionen var publiken indelad i olika sektioner som representerade ett postnummer inom Sverige, varav alla som satt i publiken hade vunnit deras platser genom lotter från Svenska Postkodlotteriet. En person från varje sektion blev slumpmässigt utvald upp på scenen för nästa programpunkt, Sanningens ögonblick. De utvalda fick sedan ställa in hur många procent i publiken som svarade ja enligt ställda frågor, där de som var längst från det rätta svaret gallrades ut tills det bara stod en person kvar.
Personen som återstod blev den som fick tävla i programmets andra del, där den tävlande fick välja en väska som sin egen bland 26 olika väskor innehållandes belopp mellan 10 000 000 kr och 1 kr. Den tävlande fick sedan efteråt öppna ett visst antal väskor i taget, för att sedan få ett bud av banken som personen antingen kunde välja att acceptera eller inte. Denna procedur fortsatte genom programmet tills den tävlande antingen accepterat något bud, eller kommit ned till att öppna den sista väskan och därmed få det prisbelopp som stod inuti.

### Deal or No Deal med Postkodlotteriet (2025–)
20 personer som vunnit en plats i studion genom Postkodlotteriet och representerar sitt eget, unika postnummer bär på varsin väska med ett okänt, unikt belopp inuti. I början av varje avsnitt slumpas en deltagare fram bland de 20 utvalda. I varje omgång gäller det att beta av så låga belopp som möjligt för att få ett så bra bud som möjligt från banken. Matematiken bakom buden är för allmänheten okänd. I omgång 1 öppnar deltagaren 6 väskor. I omgångarna 2–4 ska 3 väskor öppnas. I omgång 5 ska 2 väskor öppnas. I omgång 6 öppnas 1 väska. Efter varje omgång kommer banken med ett bud och deltagaren har två knappar att trycka på för att bestämma sig för att ta budet (Deal) eller förneka det och spela vidare (No Deal). Trycker deltagaren på "Deal" går denne hem med den accepterade budsumman. Om deltagaren förnekat alla bud fram till och med omgång 6 finns bara två väskor kvar – deltagarens egen väska och en annan väska. Deltagaren går då hem med summan i sin egen väska. Deltagarens vunna summa delas dessutom lottvis till medlemmar i Postkodlotteriet från deltagarens postnummer. Skulle deltagaren vinna mindre än 5 000 kr delas dock 5 000 kr bland medlemmarna lottvis.

## Vinsttavlan
Så här såg vinsttavlorna ut i programmen:
| 0,50 kr  | 10 000 kr    |
| 1 kr     | 25 000 kr    |
| 5 kr     | 50 000 kr    |
| 10 kr    | 75 000 kr    |
| 20 kr    | 100 000 kr   |
| 50 kr    | 200 000 kr   |
| 100 kr   | 300 000 kr   |
| 250 kr   | 400 000 kr   |
| 500 kr   | 500 000 kr   |
| 1 000 kr | 1 000 000 kr |
| 2 500 kr | 2 500 000 kr |
| 5 000 kr | 5 000 000 kr |

| 1 kr     | 10 000 kr     |
| 2 kr     | 25 000 kr     |
| 5 kr     | 50 000 kr     |
| 10 kr    | 100 000 kr    |
| 20 kr    | 200 000 kr    |
| 50 kr    | 300 000 kr    |
| 100 kr   | 400 000 kr    |
| 200 kr   | 500 000 kr    |
| 500 kr   | 750 000 kr    |
| 1 000 kr | 1 000 000 kr  |
| 2 500 kr | 2 500 000 kr  |
| 5 000 kr | 5 000 000 kr  |
| 7 500 kr | 10 000 000 kr |

| 1 kr     | 10 000 kr     |
| 2 kr     | 50 000 kr     |
| 5 kr     | 100 000 kr    |
| 10 kr    | 200 000 kr    |
| 20 kr    | 300 000 kr    |
| 50 kr    | 400 000 kr    |
| 100 kr   | 500 000 kr    |
| 200 kr   | 750 000 kr    |
| 500 kr   | 1 000 000 kr  |
| 1 000 kr | 2 500 000 kr  |
| 2 500 kr | 5 000 000 kr  |
| 5 000 kr | 7 500 000 kr  |
| 7 500 kr | 10 000 000 kr |

### Deal or No Deal med Postkodlotteriet (2025–)
De 20 beloppen är:
- 1 kr
- 10 kr
- 20 kr
- 100 kr
- 200 kr
- 500 kr
- 1 000 kr
- 2 500 kr
- 5 000 kr
- 7 500 kr
- 10 000 kr
- 25 000 kr
- 50 000 kr
- 100 000 kr
- 200 000 kr
- 300 000 kr
- 400 000 kr
- 500 000 kr
- 750 000 kr
- 1 000 000 kr

## Tittarsiffror

### Deal or No Deal (TV4)
| Nr | Datum         | TV-tittare |
| -- | ------------- | ---------- |
| 1  | 25 mars 2006  | 984 000    |
| 2  | 1 april 2006  | 1 271 000  |
| 3  | 8 april 2006  | 1 321 000  |
| 4  | 15 april 2006 | 1 041 000  |
| 5  | 22 april 2006 | 1 049 000  |
| 6  | 29 april 2006 | 1 149 000  |
| 7  | 6 maj 2006    | 907 000    |
| 8  | 13 maj 2006   | 1 097 000  |
| 9  | 20 maj 2006   | 855 000    |
| 10 | 27 maj 2006   | 1 221 000  |

| Nr | Datum             | TV-tittare |
| -- | ----------------- | ---------- |
| 1  | 9 september 2006  | 949 000    |
| 2  | 16 september 2006 | 1 045 000  |
| 3  | 23 september 2006 | 1 071 000  |
| 4  | 30 september 2006 | 1 165 000  |
| 5  | 7 oktober 2006    | 1 011 000  |
| 6  | 14 oktober 2006   | 1 164 000  |
| 7  | 21 oktober 2006   | 987 000    |
| 8  | 28 oktober 2006   | 820 000    |
| 9  | 4 november 2006   | 851 000    |
| 10 | 11 november 2006  | 801 000    |
| 11 | 18 november 2006  | 915 000    |
| 12 | 25 november 2006  | 1 300 000  |

| Nr | Datum             | TV-tittare |
| -- | ----------------- | ---------- |
| 1  | 15 september 2007 | 945 000    |
| 2  | 22 september 2007 | 818 000    |
| 3  | 29 september 2007 | 897 000    |
| 4  | 6 oktober 2007    | 889 000    |
| 5  | 13 oktober 2007   | 875 000    |
| 6  | 20 oktober 2007   | 945 000    |
| 7  | 27 oktober 2007   | 883 000    |
| 8  | 3 november 2007   | 894 000    |
| 9  | 10 november 2007  | 1 040 000  |
| 10 | 17 november 2007  | 1 010 000  |
| 11 | 24 november 2007  | 1 282 000  |
| 12 | 1 december 2007   | 835 000    |

### Miljonjakten (TV3)
| Nr | Datum        | TV-tittare |
| -- | ------------ | ---------- |
| 1  | 4 mars 2012  | 435 000    |
| 2  | 11 mars 2012 | 350 000    |
| 3  | 18 mars 2012 | 427 000    |
| 4  | 6 maj 2012   | 197 000    |
| 5  | 13 maj 2012  | 146 000    |
| 6  | 27 maj 2012  | 115 000    |

| Nr | Datum         | TV-tittare |
| -- | ------------- | ---------- |
| 1  | 3 april 2013  | 354 000    |
| 2  | 10 april 2013 | 250 000    |
| 3  | 17 april 2013 | 322 000    |
| 4  | 24 april 2013 | 317 000    |
| 5  | 1 maj 2013    | 267 000    |
| 6  | 8 maj 2013    | 172 000    |

| Nr | Datum            | TV-tittare |
| -- | ---------------- | ---------- |
| 1  | 19 december 2013 | 139 000    |
| 2  | 20 december 2013 | 105 000    |
| 3  | 26 december 2013 | 139 000    |
| 4  | 27 december 2013 | 122 000    |
| 5  | 2 januari 2014   | 135 000    |
| 6  | 3 januari 2014   | 168 000    |

### Deal or No Deal med Miljonjakten (TV4)
| Nr | Datum            | TV-tittare |
| -- | ---------------- | ---------- |
| 1  | 18 november 2014 | 892 000    |
| 2  | 25 november 2014 | 672 000    |
| 3  | 2 december 2014  | 554 000    |
| 4  | 9 december 2014  | 590 000    |
| 5  | 16 december 2014 | 596 000    |
| 6  | 22 december 2014 | 565 000    |

1. ↑  Sista avsnittet sändes på en måndag på grund av Bingolottos uppesittarkväll den 23 december 2014.

## Källhänvisningar
1. ↑  https://press.tv4.se/post/deal-or-no-deal-tillbaka-pa-tv4
2. 1 2 3 4 5 6 7 8  ”Mediamätning i Skandinavien”. Arkiverad från originalet den 21 februari 2016. https://web.archive.org/web/20160221070857/http://hottoptv.mms.se/.